# ミツバチ族

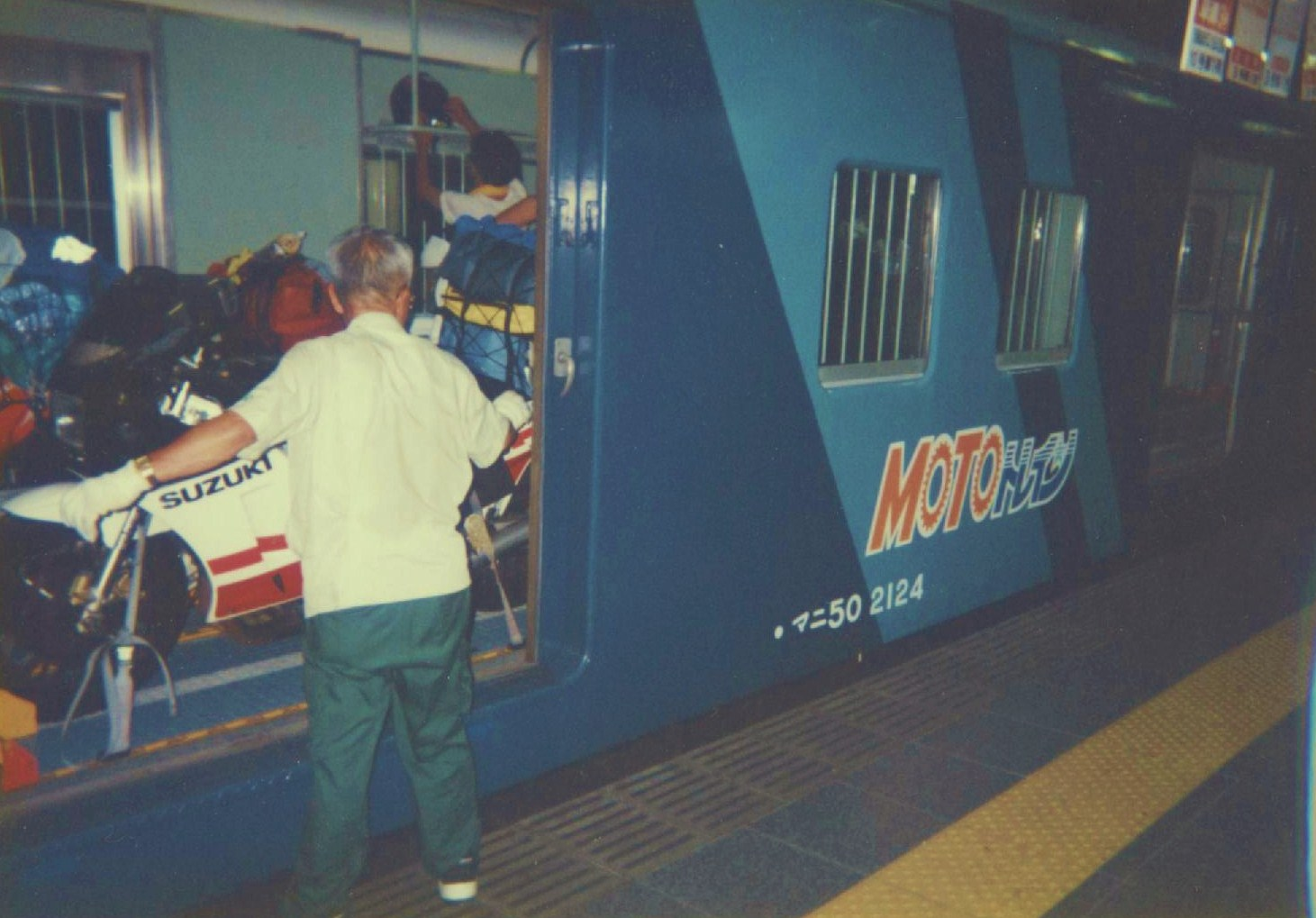
MOTOトレインにバイクを積み込む様子

ミツバチ族（みつばちぞく）とは1980年代のオートバイブームの時代に夏の北海道を走ったライダーの通称である。

## 概要
1960年代後半から1970年代末期にかけて存在したカニ族は日本国有鉄道の合理化などによって次第に淘汰されていった。その代わりに1980年代に入るとオートバイブームによってバイクで北海道を旅する若者が多くみられるようになった。こうした若者はぶんぶん走り回ることからミツバチ族と呼ばれるようになった。1986年（昭和61年）からは日本国有鉄道が上野 - 函館間で「MOTOトレイン」を運行する。これは急行八甲田に繋いだ荷物車にオートバイを積載し、ライダーはB寝台車で青森まで移動、青森からは青函連絡船で航送するものであった。また、JR西日本でも同様に大阪 - 函館間の「モトとレール」が運行された。これらの列車は1990年代前半に廃止されるまで多くのミツバチ族を北海道へと送り込んだ。また、ブームの中でカニ族の時代からみられたライダーハウスは更に数を増やした。一方でブームの中、事故を起こすライダーもみられた。
1990年代の終盤になるとミツバチ族はほとんど見られなくなったが、現在でもライダーの間では北海道は聖地として知られている。